# دوده (ماهی)
دوده (ماهی)(نام علمی: Heteropneustes fossilis) نام یک گونه از راسته گربه‌ماهی‌سانان است.

## همچنین ببینید
- لیست گونه های ماهی آکواریومی آب شیرین